# Tabua
Tabua ist eine portugiesische Gemeinde (Freguesia) im Kreis (Concelho) von Ribeira Brava, auf der Insel Madeira. In ihr leben 1158 Einwohner (Stand 19. April 2021).

## Geschichte
Im Verlauf der Besiedlung der Insel ab dem frühen 15. Jahrhundert entstand auch Tabua. 1588 wurde die eigenständige Gemeinde Tabua geschaffen. Sie gehörte ab 1881 zum Kreis Ponta do Sol, um seit 1914 zum neugeschaffenen Kreis Ribeira Brava zu gehören.